# 斎藤利良
斎藤 利良（さいとう としなが、生年不詳 - 天文7年9月1日（1538年9月23日））は、戦国時代の武将。美濃守護代。美濃斎藤氏持是院家6代目当主。持是院家3代目当主斎藤利親の嫡男で斎藤妙純の孫。幼名は勝千代、新四郎と称す。大和守。
父と祖父が明応5年（1497年）12月に近江で戦死した時は幼少の為、2人の叔父又四郎、彦四郎が持是院家の当主を継いだ。
美濃守護土岐政房に仕えたが、その後継をめぐり意見が対立した。利良は政房の嫡男頼武を推し、政房と小守護代長井長弘は次男頼芸を推した。それぞれ派閥を組み、永正14年（1517年）12月27日には遂に合戦となる。この合戦は利良（頼武派）の勝利に終わり、頼芸派は永正9年（1512年）に尾張へ亡命した前守護代彦四郎と連絡を取り合い、逆襲の機会を狙った。
永正15年（1518年）8月10日、再び合戦が起こり今度は頼芸派の勝利となった。彦四郎は美濃に再入国し、逆に頼武と利良は、利良の従兄である越前の朝倉孝景（宗淳）を頼って亡命した。頼芸派は室町幕府に御内書を出してもらい、頼武を上洛させるよう朝倉氏に迫ったが、朝倉孝景はこれを無視した。この間も美濃国内で頼武派と頼芸派の合戦が続いている。
永正16年（1519年）6月16日に土岐政房が没し、美濃守護職が空位となると、朝倉孝景は弟の景高に美濃出陣を命令、景高は兵3000を率いて頼武、利良と共に美濃に侵攻、連戦連勝し、頼武は美濃守護となることができた。彦四郎は失脚か戦死したと見られる。
頼武政権下で利良は守護代として力を揮うが、永正18年（1521年）には目立った活動は見られなくなり、天文7年（1538年）9月1日に死去して、利親の弟斎藤利茂（斎藤利為の子とも）が新守護代として登場する。
殺害されたとされる。その後持是院家は近衛稙家の庶子とされる多幸丸が斎藤道三の養子となり、斎藤正義と名乗って持是院家の名跡を継いだと思われる。